# Maximilian Götzinger (Biathlet)
Maximilian Götzinger (* 7. Juni 1987 in Frankfurt am Main) ist ein deutscher Biathlet, der für die Niederlande startet.
Maximilian Götzinger lebt in Siegsdorf. Er begann in der Saison 2006/07 mit dem Biathlonsport. Seit Beginn der Saison 2006/07 startete er international im Junioren-Europacup, dem jetzigen IBU-Cup. Erste internationale Meisterschaften wurden die Biathlon-Juniorenweltmeisterschaften 2007 in Martell. Götzinger wurde in Südtirol 71. des Einzels, 53. des Sprints und 43. des Verfolgungsrennens. Kurz darauf nahm er auch an den Juniorenrennen der Biathlon-Europameisterschaften 2007 in Bansko teil, bei denen er auf die Ränge 34 im Einzel, 32 im Sprint und 31 in der Verfolgung kam. Ein Jahr später nahm er wieder an den Juniorenweltmeisterschaften teil, die nun in Ruhpolding ausgetragen wurden. Götzinger lief auf Platz 67 im Einzel, 32 im Sprint und wurde 52. der Verfolgung. Letztes Großereignis bei den Junioren wurden die Biathlon-Europameisterschaften 2008 in Nové Město na Moravě, wo er 31. des Einzels sowie 34. in Sprint und Verfolgung wurde.
Seit der Saison 2009/10 startet Götzinger bei den Männern. Seine ersten Rennen bestritt er in Ridnaun im IBU-Cup und wurde dort 106. eines Einzels. Im weiteren Saisonverlauf konnte er seine Bestleistung bis auf Rang 85 in einem Einzel in Martell verbessern. Erster Einsatz bei einer internationalen Meisterschaft der Männer wurde die Teilnahme am Staffelrennen der Biathlon-Europameisterschaften 2011 in Ridnaun. Götzinger kam an der Seite von Joël Sloof, Herbert Cool und Luciën Sloof als Schlussläufer zum Einsatz und belegte mit der überrundeten Staffel den 16. Platz.